# Cine de Haití

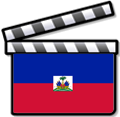
Imagen ilustrativa de una claqueta con la bandera de Haití.

El cine de Haití surgió casi al mismo tiempo que en otros países. El 14 de diciembre de 1899, Joseph Filippi, un representante del Lumiere cinema, hizo la primera proyección pública en el Petit Séminaire mientras visitaba la isla. Al día siguiente filmó un incendio en Puerto Príncipe.
Hay muchas películas del periodo de ocupación de los EE. UU. (1915–34) en la Biblioteca de Congreso; estos representan a marines y ceremonias oficiales. Otras películas tempranas filmadas en Haití, representan el cuidado de la salud, la agricultura, y escenas de la vida social (particularmente del carnaval) pueden encontrarse en la Biblioteca de Congreso y la Biblioteca Pathé-Ciné.

## Historia
Las primeras proyecciones continuas de películas, después de la visita del representante de los hermanos Lumière, tuvieron lugar a partir de 1907 en el Pétion-Ville Grand Hotel, y luego a partir de 1914 en la Parisiana ubicada en el Champ de Mars de Puerto Príncipe. El Parisian fue el primer gran cine y teatro (con 500 asientos) que existió en el país.
En 1933, el Eden Cinema abrió en Cap-Haïtien. El Paramount abrió en Puerto Príncipe al año siguiente, y el Rex Theater en 1935.
El pionero radiofónico Ricardo Widmaïer fue también un pionero de cine. A principios de la década de 1950, hizo noticieros que fueron filmados en el Paramount Cinema. En su laboratorio en Puerto Príncipe, desarrolló sus películas de 16 mm en blanco y negro, y a color. Produjo la película Moi, je suis belle con Edouard Guilbaud. Jean Dominique, el guionista, también prestó su voz para la narración. El sonido fue hecho por Herby Widmaier quién tenía entonces sólo 15 años.
A pesar de que no haya una búsqueda sistemática y por lo tanto ninguna información certera en este tema, varias películas de variedad fueron hechas antes del ascenso al poder de François Duvalier en 1957. Emmanuel y Edouard Guilbaud hicieron muchas películas en eventos políticos y atléticos, a menudo bajo la dirección de Ricardo Widmaier.

## Las películas vistas por haitianos
Aunque la producción cinematográfica local es prácticamente inexistente, los haitianos siguen yendo al cine. En la década de 1960, los espectadores podían elegir entre películas producidas por directores italianos y franceses. Con el tiempo, sin embargo, ya pesar de las presentaciones ocasionales del Instituto Francés, el cine de Hollywood se ha apoderado gradualmente de las pantallas de cine haitianas. Durante todo el régimen de Duvalier, se ejerció una estricta vigilancia sobre las películas, para que no transmitieran ideas revolucionarias. Por ejemplo, La fièvre monte à El Pao, de Luis Buñuel, fue rápidamente retirada de los cines. En ese momento, los westerns y las películas inspiradas en las artes marciales chinas eran las opciones más frecuentes disponibles para el público.
En la década de 1980, el grupo Maxence Elisée apareció en el mercado cinematográfico haitiano. Esta corporación ha permitido al público caribeño haitiano acceder a películas populares hechas en Francia y versiones francesas de películas estadounidenses.
Hoy, este grupo (ahora Leisure Ltd) domina la distribución y exhibición de cine y Haití tiene la mayor cantidad de teatros en el país, incluidos los tres más grandes, el Imperial (5 pantallas), el Capitolio (4 pantallas), el Teatro Rex y el Supremo.

## Películas haitianas

### Películas locales
Durante la dictadura de Duvalier, hubo una baja producción de películas dentro del país. Esto en gran parte se debía por la pobreza extrema del país y los constreñimientos financieros y tecnológicos de la producción de películas.
En los 28 años de la dictadura de Duvalier, sólo cuatro películas fueron producidas. El primero fue el cortometraje de 1976 Map paly net  por Raphael Stines, una versión Creole de Le bel indifférent de Jean Cocteau. La segunda fue Olivia de Bob Lemoine, un largometraje de 1977. La tercera fue la película de Rasul Labuchin Anita, de 1980, que tuvo mucho éxito gracias al efímero "Cine-Club" Point-de-Vue. Olivia  fue rodada en película de 35 mm, y los otros dos en 16mm. En 1980, el primer largometraje en idioma Creole "A la mise pou Rodrig" fue distribuido a todo el país presentando al cantante Rodrigue Milien, y fue escrito, dirigido y producido por Claude L.C. Mancuso: filmado en 16mm y ampliado a 35 milímetros.
Muchas películas han sido realizadas desde la caída de Duvalier, muchas de ellas por el cineasta haitiano Arnold Antonin.

### Películas militantes y películas de la diáspora
En la diáspora, hay un cine contundente de denuncia y lucha contra la dictadura. Arnold Antonin es conocido por sus películas documentales, incluyendo Les Duvalier sur le banc des accusés (1973, 25mm, negro y blanco) y Haïti le chemin de la liberté  (1974, 120 mm, largometraje, en blanco y negro). Esta última película, patrocinada por la revista Les Cahiers du Cinéma,  elevó al cine haitiano a un nivel internacional y todavía es vista como una película de culto. Otras películas de Arnold Antonin incluyen:
- Les Duvalier condamnés (1975, 40 minutos, 16mm, blanco y negro).
- Art naïf et répression en Haïti (1975, mediometraje, color).
- Un tonton macoute peut-il être un poète? (1980, 16mm, 40 minutos, color)
- Le droit à la parole (1981, 20 minutos, 16mm, color).

También destaca el largometraje documental de Paul Arcelin Canne amère (16mm, color), filmado en 1975 y liberado en 1983.
Con la caída de Duvalier, un nuevo cine activista emergió. No consiste exclusivamente de documentales sino que también incluye películas dramáticas, como aquellas de Raoul Peck, cuyas películas incluyen:
- Haitian Corner (1989, 109 minutos, 16mm, color, drama)
- L'homme sur les quais (1992, 105 minutos, 35mm, color, drama), oficialmente seleccionado en el Festival de Cannes en 1993
- Desounen (1994, 52 minutos, 16mm, color)
- Lumumba, ou la mort du prophète (2000)

La película semi-biográfica Lumumba fue exitosamente lanzado en África y en los Estados Unidos.
Otras películas notables incluyen:
- Ayisyen leve kanpe (1982 cortometraje dirigido por Película de Haití; color, documental)
- Nou tout se refijye (1983 cortometraje dirigido por Willy Exumé)
- Se mèt Kò (1990, cortometraje, 16mm, color, dirigido por Patricia Benoit)

El cineasta haitiano Roland Paret, quién vive en Canadá, también ha dirigido muchos cortometrajes de varios temas. En París, Michèle Lemoine y Elsie Hass también son notables en su trabajo. La mayoría de las películas haitianas están hechas por directores de origen o nacionalidad haitianos, pero a menudo son financiados por extranjeros.
Cineastas haitianos haciéndose de un nombre en Hollywood incluyen a Jean-Claude La Marre, director de Trapped: Haitian Nights, y el galardonado cineasta Romane Antoine Simon quién produjo muchas películas, tales como I Am Not For Sale: The Fight To End Human Trafficking, y Blood Runs Thick Hybristophilia. Romane Simon también es el autor del best seller Red to Black: The Power of Love.

### Vídeo y película
La creación y producción de imágenes en las condiciones sociales y económicas de Haití parecen encontrar un camino hacia la luz mediática, especialmente en el video. En efecto, muchas productoras independientes, junto a la televisión, que sigue produciendo muy poco, realizan rodajes en vídeo, largometrajes y documentales en un número que supera con creces al propio cine.
El propio Arnold Antonin desde su regreso en 1986, en un primer período que ha realizado videos corporativos y educativos, salvo un cortometraje sobre Port-au-Prince, titulado La Tercera Guerra Mundial ya ocurrió (1996). A partir de 1999, comenzó con el equipo del Centro Petion-Bolivar, cuyo Oldy August (cámara y edición) y Mathieu Painvier, asistente de producción, en la realización de una serie de retratos documentales de trabajadores de las clases bajas del país pequeños museos y figuras emblemáticas personales del arte haitiano. como Tiga, Cédor Albert Mangonès, André Pierre, Patrick Vilaire, Marithou. A partir de un texto de Gary Victor, adapta la película satírica Piwouli y zenglendo en 2001.
Muchos videógrafos trabajan en el campo, ya sea como productores, operadores de cámara o editores. Algunos de ellos también trabajan como directores. Cabe mencionar entre ellos nombres como; Mario Delatour Jean Fabius, Richard J. Arens, Claude Mancuso, Jean-Pierre Grasset, Richard Senecal, Rachel Magloire, Patrick Barth, Karl Lafontant, Romane Simon, Guy Cantave, Laurence Magloire, Jean Claude Bourjoly Camille Moses said Kharmeliaud, etc.
Jean-Gardy Bien-Aime, incluye:
- Cape Town to a (1993. Arc-en-Ciel Producción de vídeo).
- Scars (1997. Arc-en-Ciel Producción de vídeo).
- Millonaire in error (2003)

Frederick Surprised:
- The people here
- Honey, I love you (1998)

También puede incluir un video producido por Raphael Stines, Kraze Lanfa con un actor en la farsa popular "Jessifra". Este actor es muy popular entre el público por su imitación del acento considerado colorido por quienes viven en el norte de Haití. Los videos de sus obras teatrales, filmados sin ninguna atención al rodaje o la edición, han tenido un éxito imbatible, especialmente en la diáspora.
Raphael Stines también fue director de una serie de televisión titulada Pè Toma y Bouqui nan Paradi, de parte de Fouché. Cabe mencionar también The Fear Of Loving y Reginald Lubin Barricades Richard Senecal.

## Características de producción de cne en Haití
Hay una débil preparación artística y técnica en la industria del cine haitiano. La mayoría de técnicos y artistas, incluyendo actores, aprenden en el trabajo. Se ven forzados a solucionar problemas técnicos, en vez de tratar problemas creativos. La profesionalidad está virtualmente ausente. No hay legislación haitiana en cuanto a cine, y el estado no ha mostrado ningún interés en producción de películas.
Hay sólo una escuela de cine en Haití, el Ciné Institute.
En 2000 la asociación de cineastas haitianos fue creada con los más prominentes cineastas viviendo en Haití y fue presidida primero por Claude L.C. Mancuso y luego por Arnold Antonin.
La Asociación de Cinematográfica Haití (MPAH) fue fundada en 2007 por Hans Patrick Domercant. Una vez al año, invita a gente de negocios, dirigentes cívicos, actores haitianos de renombre, y a actores de Hollywood de ascendencia haitiana para celebrar los avances y logros pasados de la industria del cine haitiano.
Entre los asistentes al MPAH de 2014 se encontraban los famosos actores haitianos Bos Macel, Gracié, Frederik y Papa Piè, el cineasta haitiano-estadounidense Hugues Gentillon y el actor de Hollywood Cody Walker.

## Películas extranjeras sobre Haití
Se han realizado muchas películas extranjeras -tanto documentales como dramas- sobre Haití. Estos incluyen The Divine Horsemen, The Living Gods of Haití (1963) por Maya Deyren y Les comédiens ((1965) por Peter Glenville (producción británica), basado en la novela por Graham Greene.El Dorado Mistress( 1954) dirigió por Abner Biberman.
Películas del Instituto Cubano del Arte y la Industria Cinematográfica (ICAIC):
- Coumbite (1964) dirigida por Tomas Gutierrez Alea Cuba, basada en la novela Gouverneurs de la rosée por Jacques Roumain.
- Simparele (1974) por Humberto Solás con el cantante haitiano Martha Jean-Claude
- Entre el cielo y la tierra (1979) por Manuel Octavio Gómez, también con Martha Jean-Claude

Documentales sobre Haití han sido producidos por directores extranjeros, incluyendo a Jean-Marie Drot, Charles Najmann, Jonathan Demme, Rudy Stern, Kareen Kramer, Jorgen Leth, Jean-Daniel Lafond, Yves Langlois y Gerard Lechêne.